# Tiro ai Giochi della XIV Olimpiade
Le competizioni di tiro ai Giochi della XIV Olimpiade si sono svolte nei giorni dal 2 al 6 agosto 1948 al  National Rifle Association Ranges di Bisley.
A differenza dell'ultima edizione di Berlino 1936 è stata reintrodotta la competizione della "Carabina 300 metri tre posizioni" portando il numero delle competizioni a quattro.

## Calendario
| Tiro ai Giochi della XIV Olimpiade | Tiro ai Giochi della XIV Olimpiade | Tiro ai Giochi della XIV Olimpiade | Tiro ai Giochi della XIV Olimpiade | Tiro ai Giochi della XIV Olimpiade | Tiro ai Giochi della XIV Olimpiade | Tiro ai Giochi della XIV Olimpiade | Tiro ai Giochi della XIV Olimpiade | Tiro ai Giochi della XIV Olimpiade | Tiro ai Giochi della XIV Olimpiade | Tiro ai Giochi della XIV Olimpiade | Tiro ai Giochi della XIV Olimpiade | Tiro ai Giochi della XIV Olimpiade | Tiro ai Giochi della XIV Olimpiade | Tiro ai Giochi della XIV Olimpiade | Tiro ai Giochi della XIV Olimpiade | Tiro ai Giochi della XIV Olimpiade | Tiro ai Giochi della XIV Olimpiade |
| Eventi / Giorni                    | Luglio/Agosto 1948                 | Luglio/Agosto 1948                 | Luglio/Agosto 1948                 | Luglio/Agosto 1948                 | Luglio/Agosto 1948                 | Luglio/Agosto 1948                 | Luglio/Agosto 1948                 | Luglio/Agosto 1948                 | Luglio/Agosto 1948                 | Luglio/Agosto 1948                 | Luglio/Agosto 1948                 | Luglio/Agosto 1948                 | Luglio/Agosto 1948                 | Luglio/Agosto 1948                 | Luglio/Agosto 1948                 | Luglio/Agosto 1948                 | Luglio/Agosto 1948                 |
| Eventi / Giorni                    | 29                                 | 30                                 | 31                                 | 1                                  | 2                                  | 3                                  | 4                                  | 5                                  | 6                                  | 7                                  | 8                                  | 9                                  | 10                                 | 11                                 | 12                                 | 13                                 | 14                                 |
| ---------------------------------- | ---------------------------------- | ---------------------------------- | ---------------------------------- | ---------------------------------- | ---------------------------------- | ---------------------------------- | ---------------------------------- | ---------------------------------- | ---------------------------------- | ---------------------------------- | ---------------------------------- | ---------------------------------- | ---------------------------------- | ---------------------------------- | ---------------------------------- | ---------------------------------- | ---------------------------------- |
| Pistola 25 m.                      |                                    |                                    |                                    |                                    |                                    |                                    | Finale                             |                                    |                                    |                                    |                                    |                                    |                                    |                                    |                                    |                                    |                                    |
| Pistola 50 m.                      |                                    |                                    |                                    |                                    | Finale                             |                                    |                                    |                                    |                                    |                                    |                                    |                                    |                                    |                                    |                                    |                                    |                                    |
| Carabina a terra                   |                                    |                                    |                                    |                                    |                                    | Finale                             |                                    |                                    |                                    |                                    |                                    |                                    |                                    |                                    |                                    |                                    |                                    |
| Carabina tre posizioni             |                                    |                                    |                                    |                                    |                                    |                                    |                                    |                                    | Finale                             |                                    |                                    |                                    |                                    |                                    |                                    |                                    |                                    |

## Podi
| Evento                            | Oro               | Perform. | Argento                            | Perform. | Bronzo         | Perform. |
| Pistola 25 metri (dettagli)       | Károly Takács     | 580      | Carlos Enrique Díaz Sáenz Valiente | 571      | Sven Lundquist | 569      |
| Pistola 50 metri (dettagli)       | Edwin Vásquez     | 545      | Rudolf Schnyder                    | 539      | Torsten Ullman | 539      |
| Carabina tre posizioni (dettagli) | Emil Grünig       | 1120     | Pauli Aapeli Janhonen              | 1114     | Willy Røgeberg | 1112     |
| Carabina a terra (dettagli)       | Arthur Edwin Cook | 599      | Walter Tomsen                      | 599      | Jonas Jonsson  | 597      |

## Medagliere
| Posizione | Paese       |   |   |   | Totale |
| --------- | ----------- | - | - | - | ------ |
| 1         | Svizzera    | 1 | 1 | 0 | 2      |
| 1         | Stati Uniti | 1 | 1 | 0 | 2      |
| 3         | Ungheria    | 1 | 0 | 0 | 1      |
| 3         | Perù        | 1 | 0 | 0 | 1      |
| 5         | Argentina   | 0 | 1 | 0 | 1      |
| 5         | Finlandia   | 0 | 1 | 0 | 1      |
| 7         | Svezia      | 0 | 0 | 3 | 3      |
| 8         | Norvegia    | 0 | 0 | 1 | 1      |
| Totale    | Totale      | 4 | 4 | 4 | 12     |